# Tagteam
I wrestling består et tagteam (eller tag team) af to wrestlere, der arbejder sammen som et hold. Ofte er de gode venner og samarbejder som regel udelukkende med hinanden, men der er også mange tilfælde, hvor wrestlerne er typiske single-wrestlere, der blot har teamet op for en enkelt kamp. Tagteamet kæmper som regel mod et andet tagteam, men der er også set "handikap-kampe", hvor holdet møder én, tre eller flere wrestlere. Eksempelvis mødte André the Giant af og til et tagteam.